# Diocesi di Centuria
La diocesi di Centuria (in latino Dioecesis Centuriensis) è una sede soppressa e sede titolare della Chiesa cattolica.

## Storia
Centuria, nell'odierna Algeria, è un'antica sede episcopale della provincia romana di Numidia.
Sono tre i vescovi noti di questa antica diocesi africana. Quodvultdeus, durante il concilio di Milevi del 27 agosto 402, fu escluso dalla comunione ecclesiastica, ma non dall'episcopato, per aver abbandonato l'assise conciliare in seguito al suo rifiuto di sottomettersi al giudizio dei suoi colleghi; non è chiaro però il motivo di questa indagine. La questione tuttavia venne risolta, perché alla conferenza di Cartagine del 411, che vide riuniti assieme i vescovi cattolici e donatisti dell'Africa romana, fu presente anche Quodvultdeus, assieme al vescovo donatista Cresconio. Il nome di Quodvultdeus appare anche nella lista dei 20 vescovi che il concilio del 13 settembre 401 designò per procedere alla nomina del successore di Equizio, vescovo deposto di Ippona Zarito; la lista non riporta le sedi di appartenenza dei vescovi, per cui Quodvultdeus potrebbe essere vescovo di Centuaria, oppure l'omonimo vescovo di Girba.
Terzo vescovo noto è Gennaro (Ianuarius), il cui nome appare al 95º posto nella lista dei vescovi della Numidia convocati a Cartagine dal re vandalo Unerico nel 484; Gennaro, come tutti gli altri vescovi cattolici africani, fu condannato all'esilio.
Dal XVII secolo Centuria è annoverata tra le sedi vescovili titolari della Chiesa cattolica; dal 28 settembre 2023 il vescovo titolare è Jeffrey Marc Monforton, vescovo ausiliare di Detroit.

## Cronotassi

### Vescovi residenti
- Quodvultdeus † (prima del 401 ? - dopo il 411)
  - Cresconio † (menzionato nel 411) (vescovo donatista)
- Gennaro † (menzionato nel 484)

### Vescovi titolari
- Luis Camargo Pacheco † (11 luglio 1622 - 29 marzo 1665 deceduto)
- Johann Kaspar Kühner † (15 dicembre 1665 - 28 luglio 1685 deceduto)
- Andreas Gifford † (21 agosto 1705 - 1714 deceduto)
- John Douglass † (10 settembre 1790 - 8 maggio 1812 deceduto)
- Miles Prendergast, O.Carm. † (18 settembre 1818 - 1839 dimesso)[3]
- Antal Majthényi † (14 dicembre 1840 - 19 dicembre 1856 deceduto)
- San Valentín Faustino Berrio Ochoa, O.P. † (28 dicembre 1857 - 1º novembre 1861 deceduto)
- Thomas McNulty † (2 settembre 1864 - 11 dicembre 1866 succeduto vescovo di Meath)
- Bonifacio Antonio Toscano † (16 gennaio 1874 - 13 agosto 1896 deceduto)
- Giuseppe Perrachon, I.M.C. † (18 dicembre 1925 - 14 aprile 1944 deceduto)
- Stanisław Czajka † (5 agosto 1944 - 4 luglio 1965 deceduto)
- William Joseph Moran † (15 settembre 1965 - 23 agosto 1996 deceduto)
- Piotr Libera (23 novembre 1996 - 2 maggio 2007 nominato vescovo di Płock)
- Ferenc Cserháti † (15 giugno 2007 - 22 luglio 2023 deceduto)
- Jeffrey Marc Monforton, dal 28 settembre 2023